# Каллікюла
Ка́ллікюла (ест. Kalliküla) — село в Естонії, у волості Валґа повіту Валґамаа.

## Населення
Чисельність населення на 31 грудня 2011 року становила 46 осіб.

## Географія
Через населений пункт проходить автошлях 67 (Виру — Миністе — Валга).

## Історія
До 22 жовтня 2017 року село входило до складу волості Тагева.

## Пам'ятки
- Богадільня у маєтку Тагева (Hargla hooldekodu), пам'ятка архітектури[2]

## Галерея

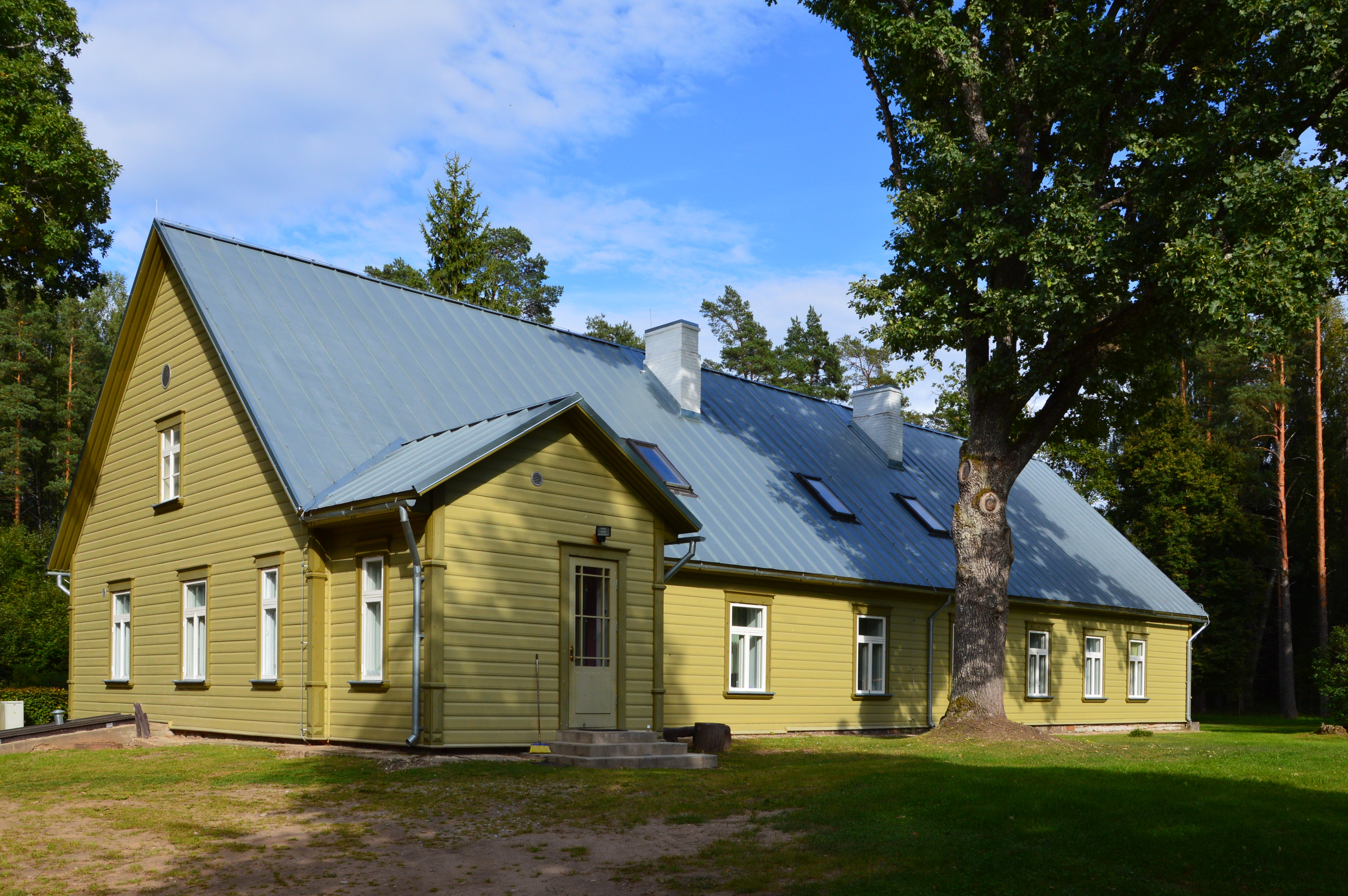
Богадільня